# Joanne Peters
Joanne Peters (* 11. März 1979 in Newcastle) ist eine ehemalige australische Fußballnationalspielerin. Sie spielte von 1996 bis 2009 für die Australische Fußballnationalmannschaft der Frauen und verschiedene Vereine in Australien, Brasilien und den Vereinigten Staaten. Peters nahm mit Australien an den Weltmeisterschaften 1999, 2003 und 2007, sowie den Olympischen Spielen 2004 teil.

## Karriere

### Vereine
Peters spielte mit 17 Jahren für die NSW Sapphires, wechselte 2003 für ein Jahr in die USA und spielte in der Women’s United Soccer Association für New York Power. Anschließend spielte sie neun Monate als erste Australierin in Südamerika beim Club von Pelé und die restlichen drei Monate des Jahres wieder in ihrer Heimat um anschließend wieder in die USA zu gehen. Mit den Charlotte Lady Eagles belegte sie in der Atlantic Division der Central Conference den ersten Platz, verlor dann aber im Central Championship Finale gegen Central Florida Krush. Anschließend spielte sie für Northern NSW Pride, wieder NSW Sapphires und zuletzt für Newcastle United Jets in der 2008 eingeführten W-League. Ihr letztes Tor erzielte sie am 29. November 2008 zum zwischenzeitlichen 4:1 beim 4:2-Sieg des 6. Spieltags gegen die Central Coast Mariners. Am Ende der Punktspielrunde lagen sie auf dem zweiten Platz, verloren dann aber am 10. Januar 2009 im Halbfinale der Finalrunde mit 0:1 gegen Canberra United. Dies war dann auch für sie und Rekordnationalspielerin Cheryl Salisbury das letzte Spiel. In der folgenden Saison konnte Newcastle kein Spiel mehr gewinnen und belegte nur den letzten Platz.

### Nationalmannschaft
Peters wurde erstmals mit 17 Jahren im März 1996 für die Nationalmannschaft Australiens berufen und kam im Rahmen des „Tri-Nations Tournament“ in Neuseeland gegen Neuseeland und Südkorea zum Einsatz. Ihr erstes großes Turnier war dann die WM 1999, wo sie zum australischen Kader gehörte und in den ersten beiden Gruppenspielen gegen Ghana (1:1) und Schweden (1:3) in der Startelf stand. Ihre Mannschaft schied aber nach einem 1:3 gegen China im letzten Gruppenspiel aus.
Für die Olympischen Spiele 2000 in Sydney wurde sie dann aber nicht berücksichtigt.
Bei der Ozeanienmeisterschaft 2003, die Australien gewann und sich damit für die WM 2003 qualifizierte, gelangen ihr sechs Tore. Bei der WM gehörte sie zum australischen Kader. Die Australierinnen scheiterten aber nach zwei 1:2-Niederlagen gegen Russland und Ghana sowie einem 1:1 gegen China nach der Vorrunde aus. Für die Olympischen Spiele 2004 musste sich Australien durch zwei Spiele gegen Fidschi und Papua-Neuguinea qualifizieren. Peters gelang dabei beim 10:0 gegen Papua-Neuguinea ein Tor. Beim olympischen Turnier kam sie dann zu drei Einsätzen in den Gruppenspielen und erzielte dabei beim 1:1 gegen den späteren Olympiasieger USA den Führungstreffer für Australien. Damit qualifizierte sich Australien als bester Gruppendritter für das Viertelfinale gegen Schweden, das aber mit 1:2 verloren wurde.
Da Australien am 1. Januar 2006 vom ozeanischen Verband in den asiatischen Verband gewechselt war, mussten sie sich für die nächste WM über die Fußball-Asienmeisterschaft der Frauen 2006 qualifizieren, die Australien ausrichten durfte. Peters erreichte mit ihrer Mannschaft das Finale gegen die Volksrepublik China. Nachdem sich beide Mannschaften nach 120 Minuten mit 2:2 trennten, wozu Peters mit einem Tor beigetragen hatte, kam es zum Elfmeterschießen, bei dem Peters aber ebenso wie Collette McCallum verschoss, während alle Chinesinnen trafen. Als Finalistinnen waren sie aber für die WM in China qualifiziert. Bei der WM kam Australien gegen Ghana im ersten Gruppenspiel, in dem den Australierinnen der erste Sieg bei einer WM gelang und im letzten Gruppenspiel gegen Kanada zum Einsatz und half mit durch ein 2:2 das Viertelfinale zu erreichen. Dieses verloren sie dann aber mit 2:3 gegen den späteren Finalisten Brasilien.
Für die Olympischen Spiele 2008 konnte sich Australien dann nicht qualifizieren.
Ihr letztes Länderspiel bestritt Peters am 7. Februar 2009 gegen Italien.

## Erfolge
- National Junior Championship Sieger 1992
- National Youth Championship Sieger 1993
- National Senior Champion 1995 (mit dem NSW State Team)
- Gewinn der Ansett Australia Summer Series national league championship 1997 (mit dem NSW Institute of Sport team) und 1999 (mit NSW Sapphires)
- Gewinn des Australia Cups 1999[7]
- Ozeanienmeister 2003
- Asienmeisterschaft 2006: 2. Platz

## Auszeichnungen
- 2001: Julie Dolan Medal, für die beste Spielerin der WNSL
- 2009: Australiens Fußballerin des Jahres[8]
- 2010: Aufnahme in die Hall of Fame[8]
- 2013: Aufnahme ins Team des Jahrzehnts 2000–2013[9]